# Café Bazar (Salzburg)

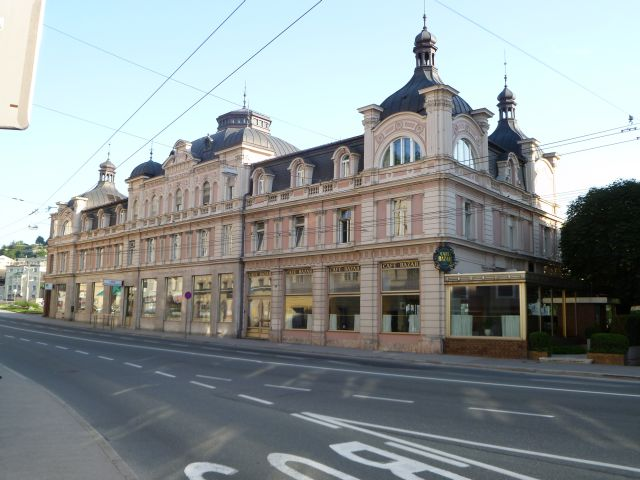
Blick auf das Bazar von der Schwarzstrasse

Das Café Bazar gehört zu den Salzburger Traditionscafés. Es befindet sich im sogenannten Bazargebäude auf der rechten Salzachseite in der Schwarzstraße 3.

## Geschichte

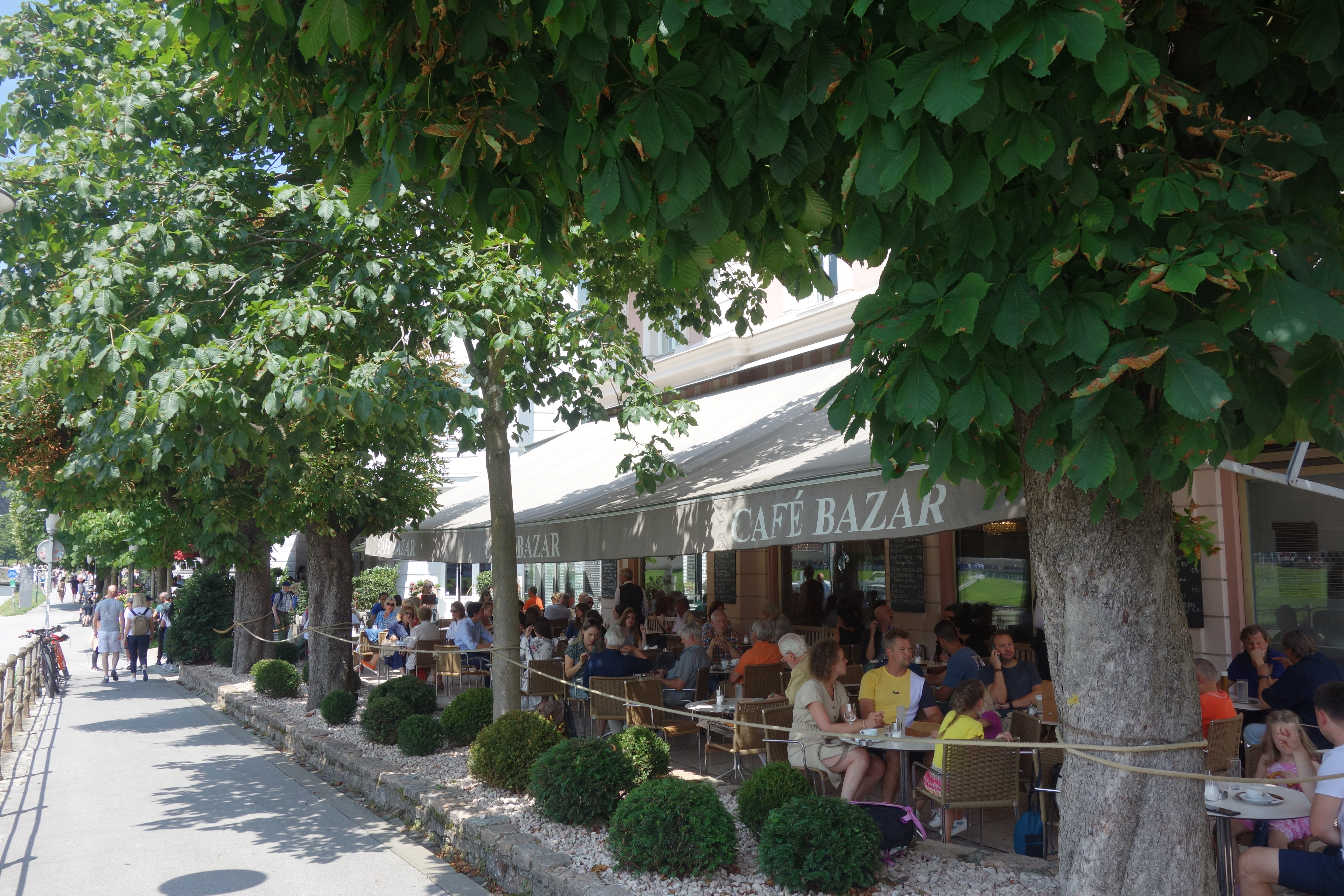
Terrasse

Das Bazargebäude wurde nach Plänen von Valentin und Jakob Ceconi 1881/82 erbaut. Im südlichen Teil waren anfangs mehrere Geschäfte untergebracht, z. B. „G. Baldis Kunst- und Galanteriewaren-Handlung“, der Haarschneider Johann Stojanovic oder der Musikinstrumentenhandel von Josef Wessely & Sohn. 1906 übersiedelte in diesen Teil des Gebäudes das Bankhaus Carl Spängler & Co, das älteste Bankhaus Österreichs. Der nördliche Teil des Bazargebäudes stand zuerst im Eigentum des Charcutiers (Fleischselcher und Wurstfabrikant) Johann Greiml. Dieser ließ 1882 hier ein Café errichten, das er aber nach Fertigstellung an einen Ferdinand Böck verpachtete.

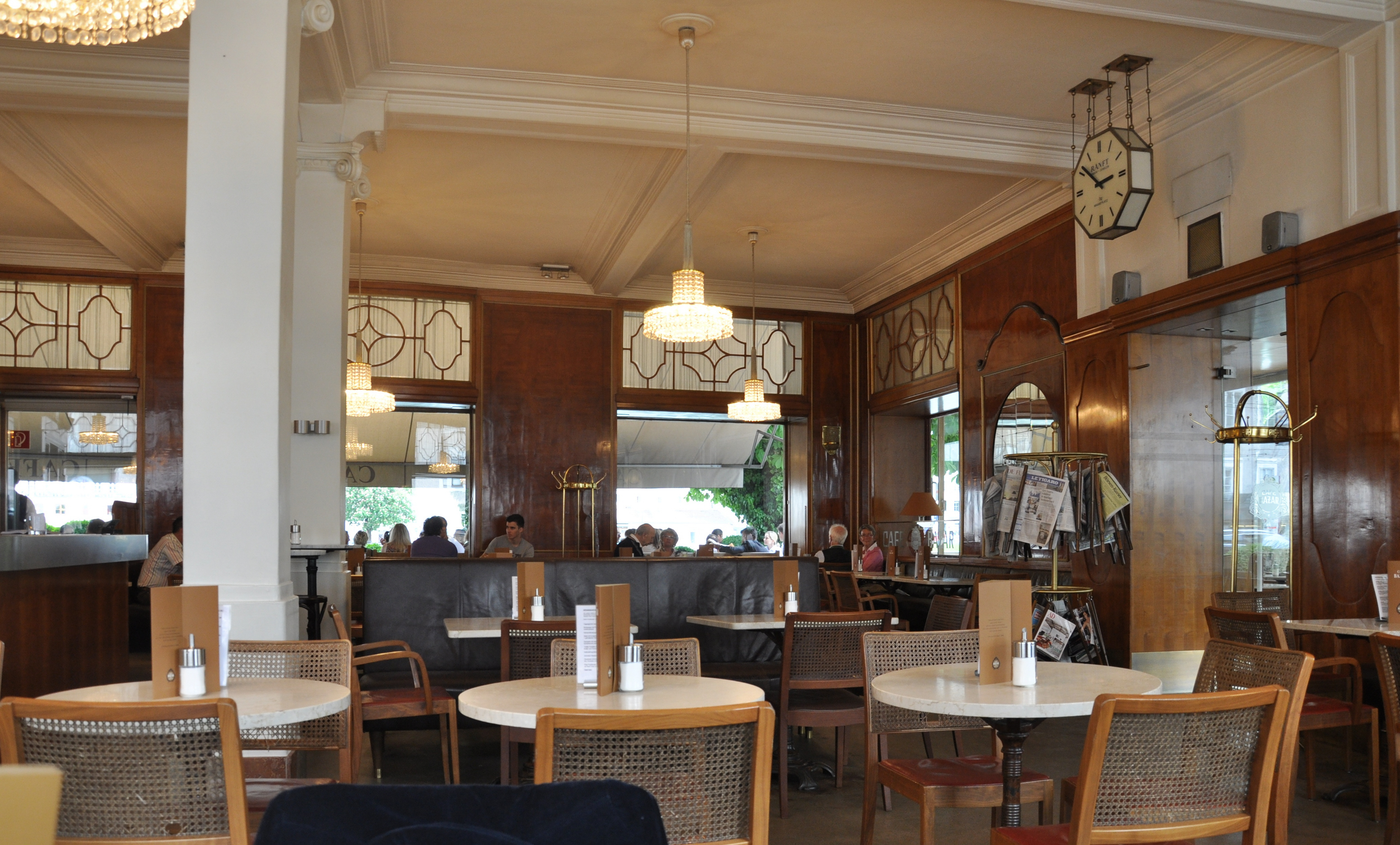
Im Café Bazar

Am 1. Oktober 1883 scheinen Elisabeth Musch, geborene Irber, und Josef Musch als Besitzer des Cafés Bazar auf. Nach dem Tod seiner Frau verkauft Musch das Café 1886 an Johann und Philippine Brandl. 1906 erhielt der anhin flache Bau ein Mansarddach mit Türmen und einer Flachkuppel, angeblich weil die Bewohner auf der gegenüber liegenden Seite der Schwarzstrasse gegen eine Erhöhung durch ein weiteres Stockwerk protestierten, da ein solches ihnen die Aussicht auf die Altstadt Salzburgs nehmen würde.

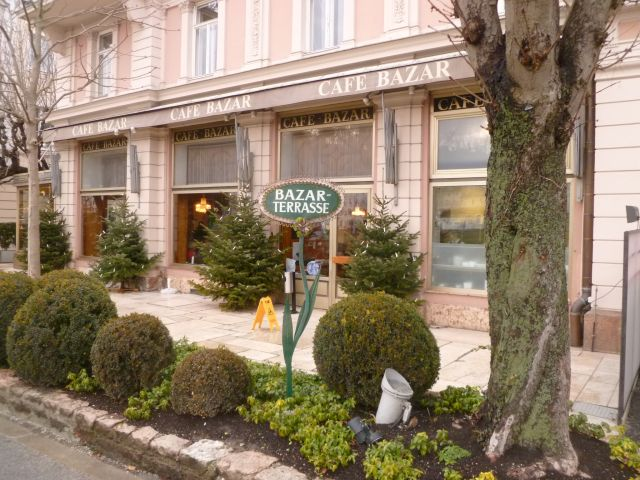
Bazarterrasse an der Salzach

1909 übernahm Richard Tomaselli das Café Bazar (er hatte zuvor das bei Künstlern beliebte Café Central in der Schwarzstrasse Nr. 8 gepachtet), das von ihm am 23. September 1909 neu eröffnet wurde. Nach 1958 wurde es von Otto, Sohn des Richard Tomaselli, weitergeführt. Nach dessen frühem Tod 1959 übernahm seine damals 21-jährige Tochter Vera das Café. Auf sie geht der Bau des Wintergartens (anstatt eines Schanigartens) zurück. Diese letzte Besitzerin aus der Familie Tomaselli residierte als eine Salzburger Grande Dame jahrzehntelang im Bazar. Sie übergab 2003 den Betrieb an die Familie von Evelyn Brandstätter, Angehörige einer Salzburger Gastronomiefamilie.

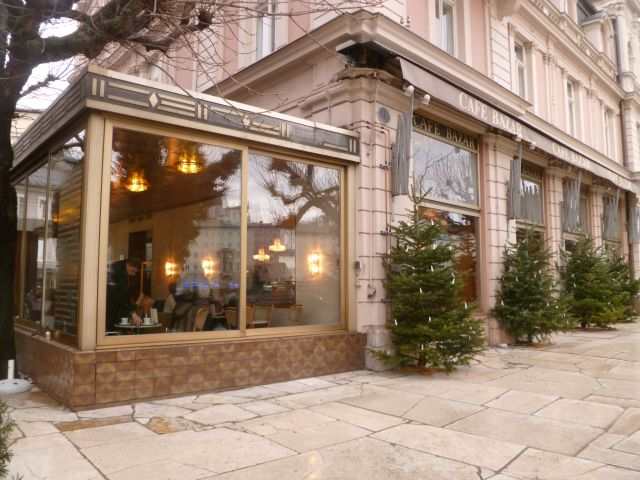
Café Bazar von der Salzachseite

Eine literarische Tradition wurde seit 2008 wieder aufgenommen: Im Rahmen der Salzburger Buchwoche veranstaltete der Ecowin Verlag eine Lesung mit Friedrich Orter aus „Himmelfahrten. Höllentrips.“

## Gäste

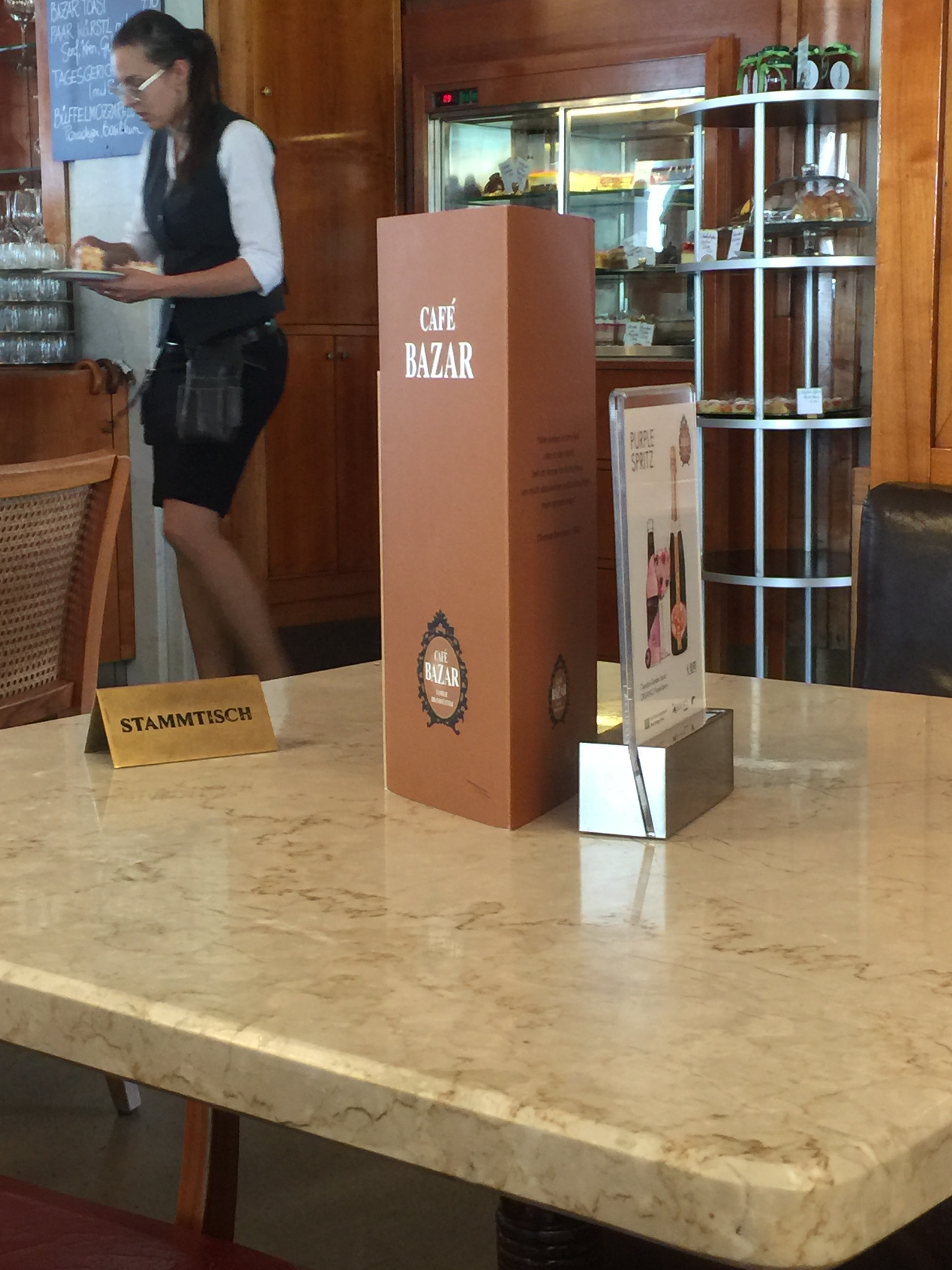
Stammtisch

Das Bazar wurde von vielen Künstlern, Schriftstellern, Festspielgästen und anderen Berühmtheiten aufgesucht. Es war u. a. das Stammcafé von Stefan Zweig,  Hugo von Hofmannsthal, Arturo Toscanini, Max Reinhardt oder Theodor Herzl. Zu den Gästen zählten ebenfalls Franz Lehár, Felix Salten, Greta Garbo, Alma Seidler, Paula Wessely, Marlene Dietrich, Thomas Mann, Thomas Bernhard oder Friedrich Torberg. Aus dem Jahr 1936 finden sich im Gästebuch des Cafés der Eintrag von König Edward VIII., ebenso finden sich Einträge des österreichischen Bundeskanzlers Kurt Schuschnigg. Aus dem Jahr 1956 ist der Eintrag von Wallis Windsor und Edward, Duke of Windsor zu erwähnen; die Einträge von Leopold Kohr, Robert Jungk oder Paul Wittgenstein lassen sich ebenfalls im Gästebuch finden. Als Gäste aus heutiger Zeit sind zu nennen:  Tobias Moretti, Birgit Minichmayr, Sunnyi Melles, Klaus Maria Brandauer, Michael Rotschopf oder Gabriel Barylli.

## Trivia
Im Café Bazar wurde auch am 4. Februar 1949 die Gründung des Verbandes der Unabhängigen von Herbert Alois Kraus, eine Vorläuferorganisation der FPÖ, bekannt gegeben.
Hans Lang komponierte 1937 nach Texten von Peter Herz nach dem Vorbild des Obers Fritz das Lied auf den alten Ober vom Café Bazar.